# ارتش آندرس

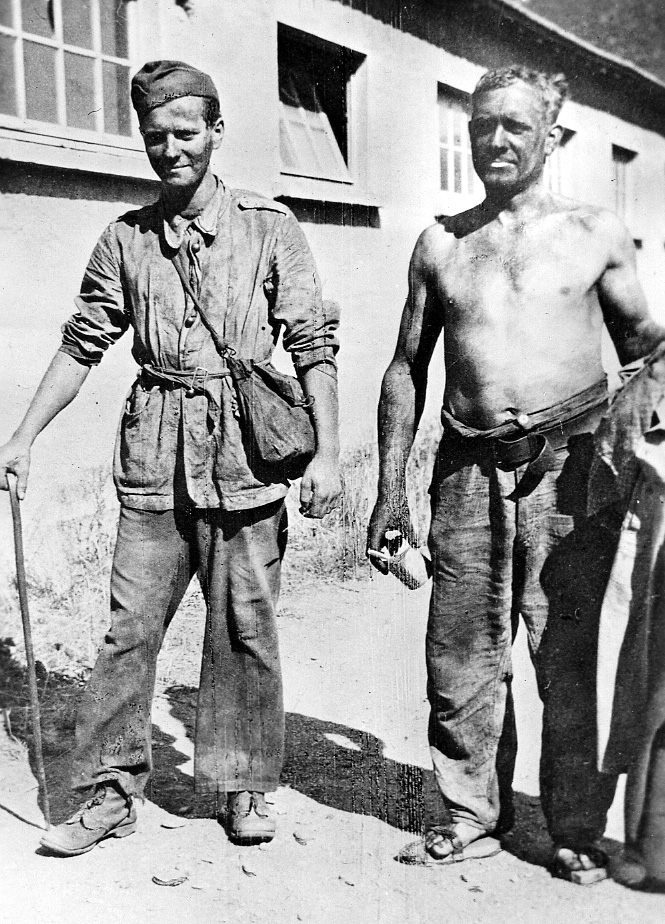
داوطلبان لهستانی به ارتش آندرس، آزاد شده از اردوگاه اسرای جنگی شوروی.

ارتش آندرس به یاد فرماندهٔ آن‌ها ولادیسلاو آندرس، نام نیروهای مسلح لهستانی بود که در سال‌های ۱۹۴۱-۱۹۴۲ در شرق قرار داشتند. این ارتش در حال رشد، ایجاد شده در اتحاد جماهیر شوروی، ذخیره‌ای برای نیروهای ارتش دوم لهستان و ارتش لهستان در غرب بود.

## شکل‌گیری
پس از تسخیر لهستان توسط نیروهای شوروی در سال ۱۹۳۹، زمانی که شوروی حکومت موجود در لهستان را به رسمیت نشناخت، روابط دیپلماتیک لهستان و شوروی غیرفعال شد. حدود ۱٬۵ میلیون شهروند لهستانی، شامل ۲۰۰٬۰۰۰ اسیر جنگی، از لهستان اشغال شده توسط ان‌کاوی‌دی به اردوگاه کار اجباری گولاگ تبعید شدند. روابط دیپلماتیک این دو کشور در سال ۱۹۴۱ بعد از حملهٔ آلمان به شوروی و اجبار استالین برای یافتن کشور دوست دوباره برقرار شد. قراردادهای نظامی طبق توافق بین دولت لهستانی در تبعید و استالین باعث عفو بسیاری از شهروندان لهستانی شد که بعضی از آن‌ها این ارتش را تشکیل می‌دادند. استالین همچنین توافق کرد که این نیروی نظامی توسط دولت در تبعید لهستان اداره شود. ارتشی لهستانی در خاک اتحاد جماهیر شوروی ایجاد شد.
در تاریخ ۴ اوت رهبر نظامی لهستانی، ژنرال ولادیسلاو شیکورسکی، ژنرال ولادیسلاو آندرس را که به تازگی از زندان لوبینکا در مسکو آزاد شده بود به عنوان فرمانده این لشکر انتخاب کرد. در همین حال فرماندهٔ نظامی دیگری به نام میحال توکاژوسکی در شهر توتسکوی در شوروی به تاریخ ۱۷ اوت در حال تدارک دیدن برای این ارتش بود. آندرس با صادر کرد دستورهای اولیه در ۲۲ اوت فرماندهی خود را تثبیت کرد.
شکل‌گیری این ارتش در منطقه بوزولوک، و عضوگیری آن در کمپ‌های اسرای لهستانی در که توسط ان‌کی‌وی‌دی ایجاد شده بود، انجام شد. تا پایان سال ۱۹۴۱، ۲۵هزار سرباز (شامل ۱۰۰۰ افسر) عضو شده بودند و همهٔ آن‌ها سه دستهٔ پیاده‌نظام پنجم، ششم و هفتم را تشکیل دادند. مناخیم بگین یکی از افرادی بود که به این ارتش پیوست. در بهار ۱۹۴۲ گروه تشکیلاتی به تاشکند رفت و در آنجا دستهٔ هشتم را ایجاد کرد.

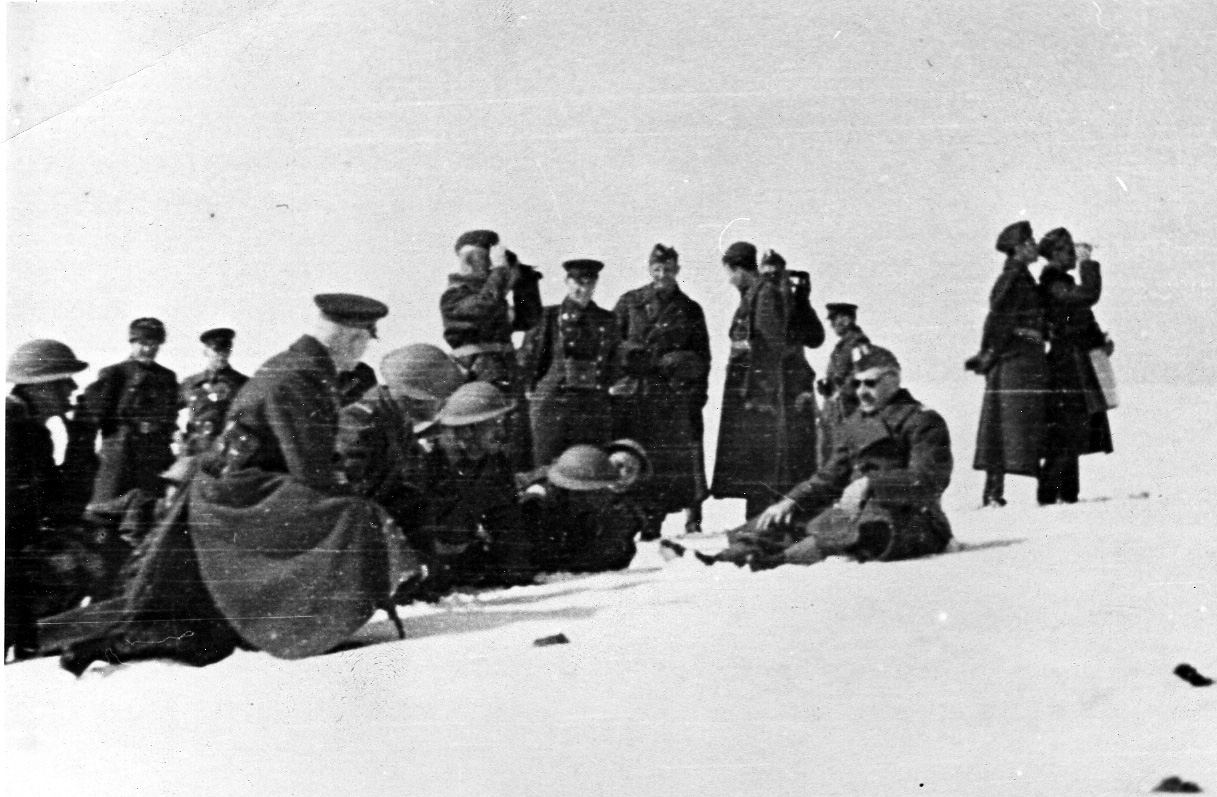
افسران لهستانی و ارتش سرخ در تمرین‌های مشترک در زمستان سال ۱۹۴۱. ولادیسلاو آندرس نشسته در سمت راست.

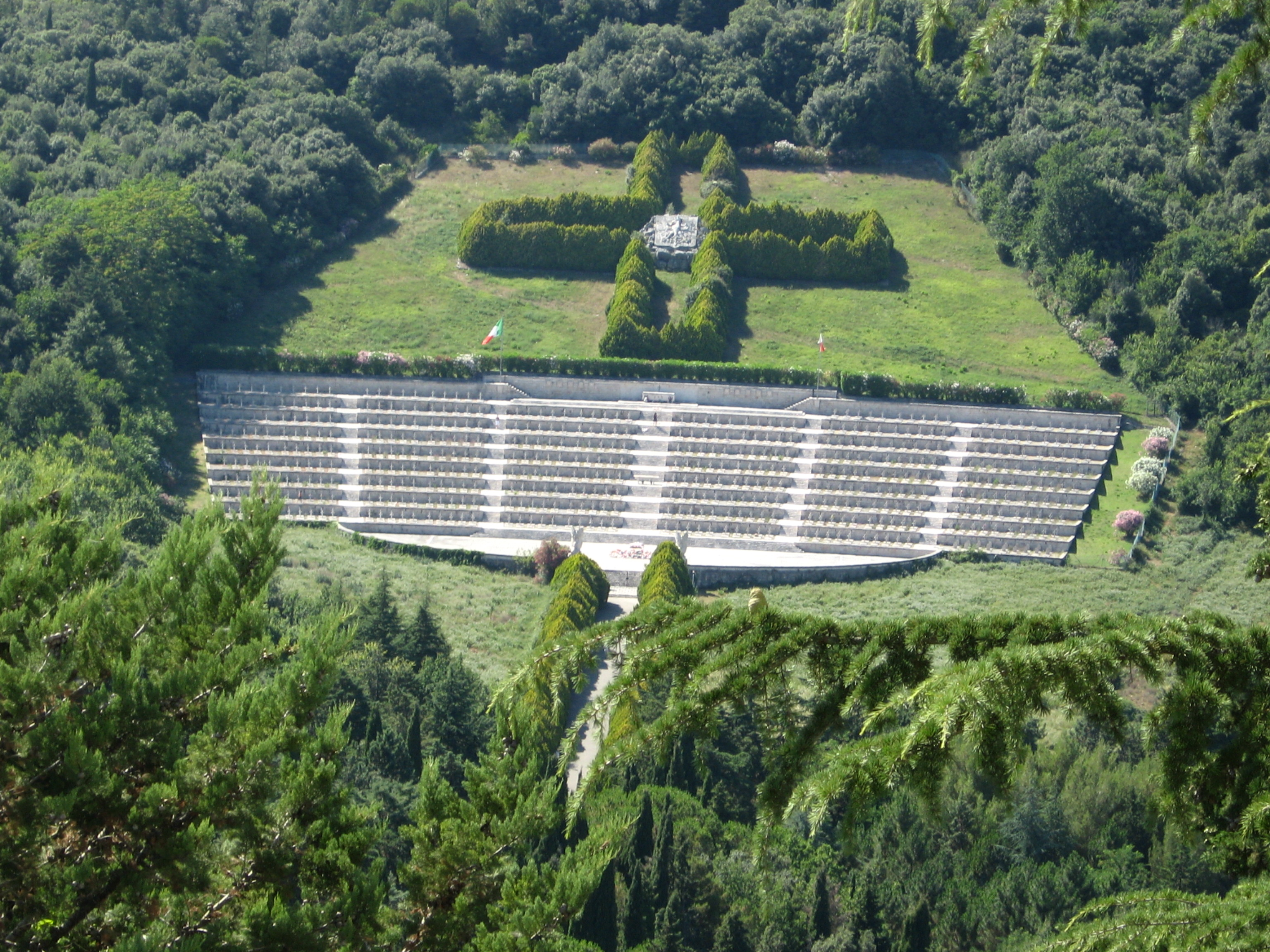
گورستان سربازان لهستانی ارتش آندرس کشته شده در نبرد مونته کاسینو

روند عضویت در این گروه موانعی نیز داشت، از آن‌ها به مفقود شدن تعداد زیادی از افسران لهستانی (نتایج کشتار کاتین)، مشکلاتی که شوروی با گروه‌های غیرلهستانی ساکن لهستان داشت (مانند یهودیان، بلاروسی‌ها و اکراینی‌ها). شوروی با قرار دادن ارجحیت‌های پایین برای این افراد به آن‌ها اجازه می‌داد که به شوروی را ترک کنند و به ارتش لهستان در جبههٔ غرب کمک کنند. دیگر مشکل فرماندهان کمپ‌های اردوگاه‌های کار اجباری مانند گولاگ بودند که اجازهٔ خروج لهستانی‌ها را صادر نمی‌کردند، زیرا برای تولیدات پشت جبهه به این افراد نیاز داشتند.
در بخش دوم از سال ۱۹۴۲، در طی تهاجم آلمان به قفقاز (که معروفترین قسمت آن نبرد استالینگراد بود)، استالین موافقت کرد که این ارتش لهستانی در منطقهٔ خاورمیانه، به خصوص در ایران اسکان نظامی پیدا کند، این کار پس از اشغال ایران توسط ارتش بریتانیا و شوروی انجام شد. این گروه به کنارهٔ دریایی خزر، به بندر پهلوی (در حال حاضر بندر انزلی) در ایران منتقل شدند.

## تحت سلطهٔ بریتانیا

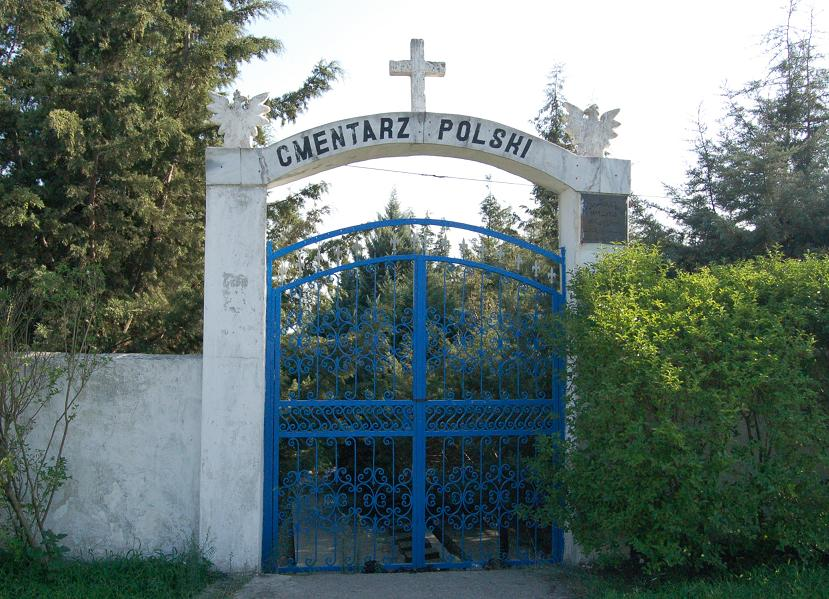
گورستان لهستانی‌ها در بندر انزلی

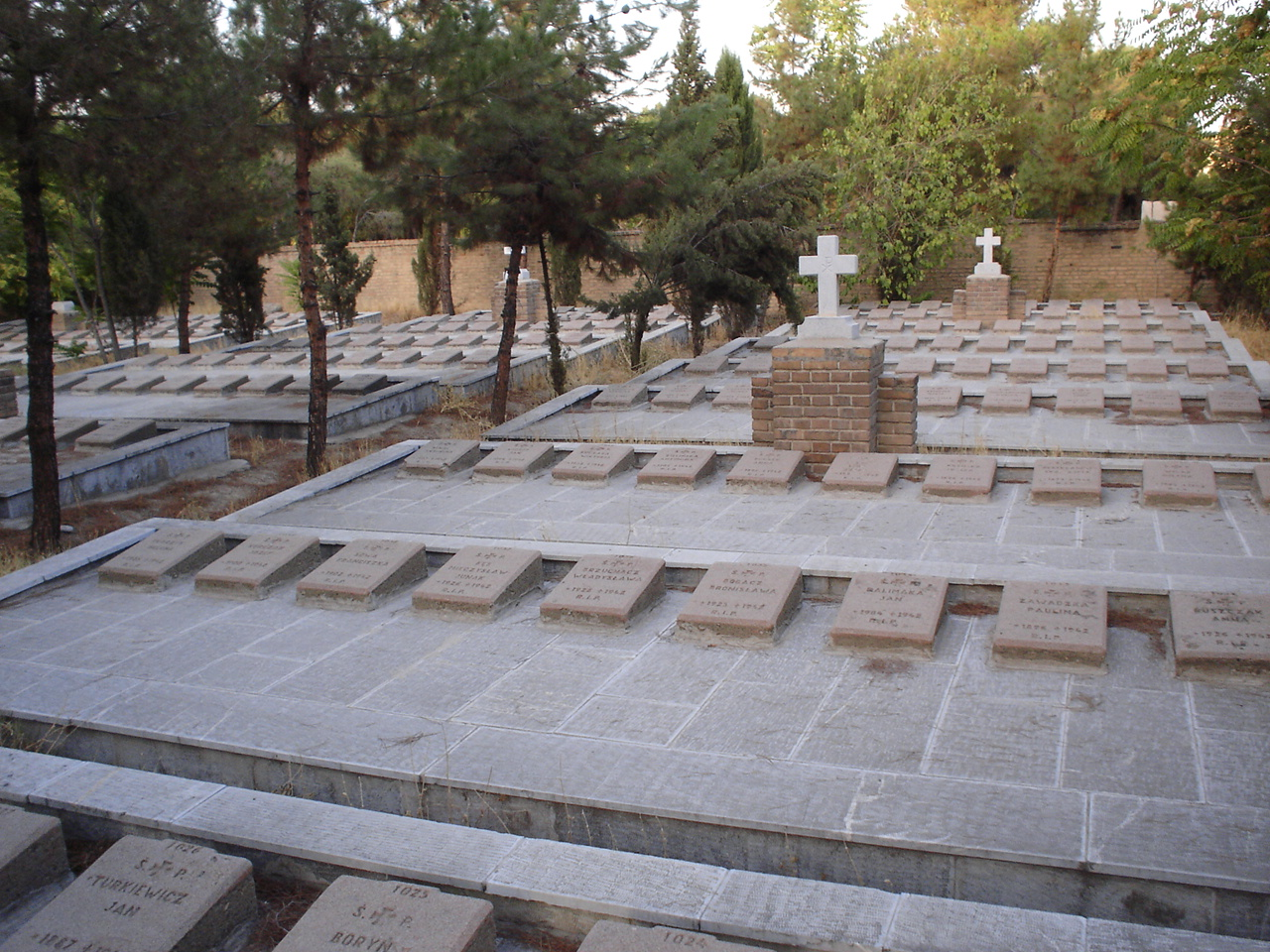
گورستان جنگ لهستانی‌ها در تهران

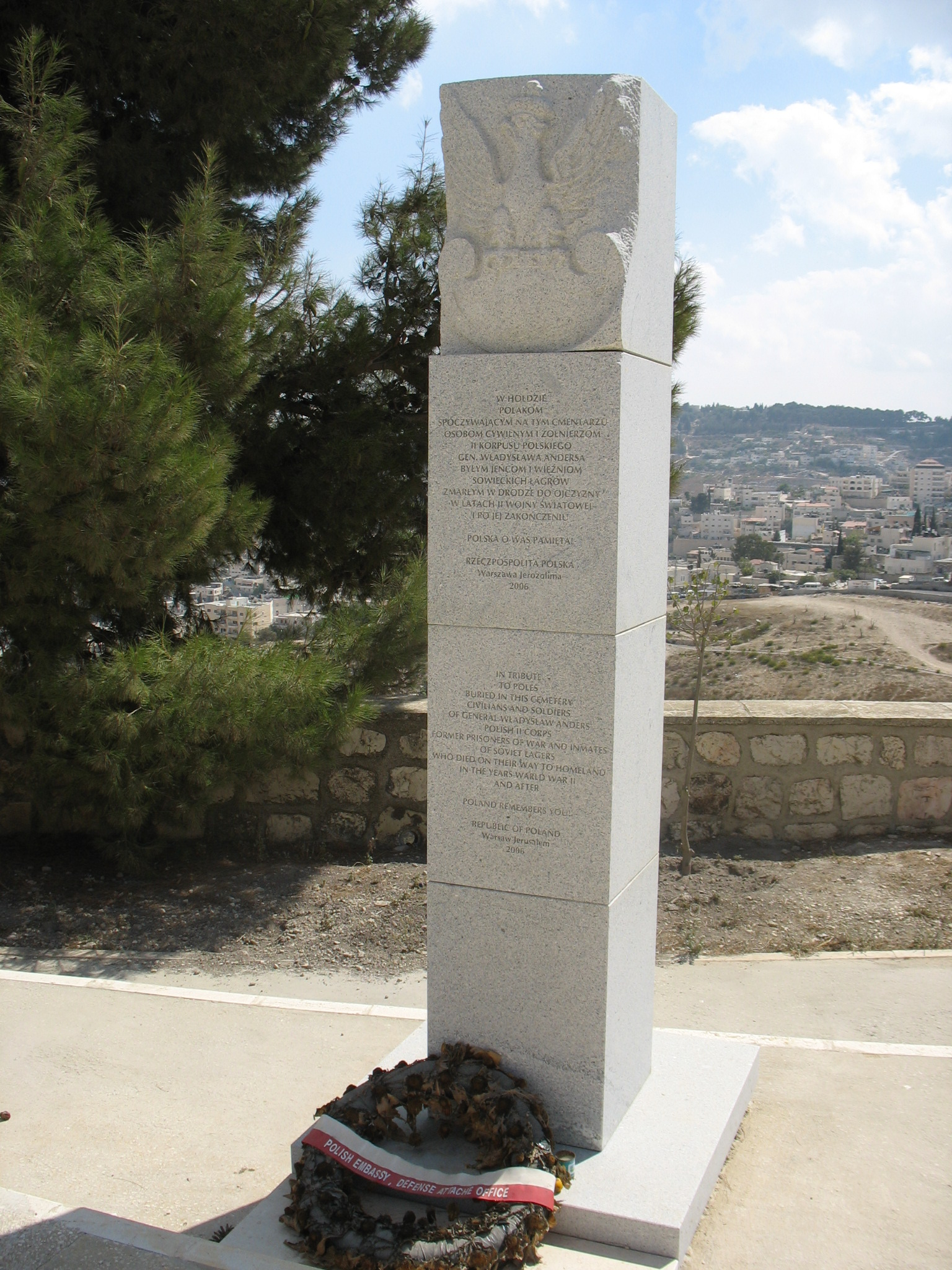
بنای یادبود در اورشلیم

بیشتر این افراد در طول تابستان و تا پایان اوت از راه عشق‌آباد، ترکمنستان به مشهد در ایران منتقل شدند. به این ترتیب این افراد از سلطهٔ شوروی خارج و وارد محدودهٔ تحت فرماندهی بریتانیا شدند و پس از آن توانستند به ارتش لهستان در غرب پیوسته و در جنگ شرکت کنند. از طریق ارتش آندرس حدود ۴۱۰۰۰ جنگجو و ۷۴۰۰۰ شهروند لهستانی توانستند از شوروی خارج شده و از طریق ایران، عراق و فلسطین به ارتش در حال جنگ کشورشان بپیوندند.
وقتی ارتش آندرس به موفقیت‌هایی دست پیدا کرد، تعداد زیادی از سربازان یهودی این ارتش را ترک کرده و یک قرارگاه پیش‌آهنگی برای خود ایجاد کردند. این ترک دسته‌جمعی به علیا آندرس معروف است.
با وجود درخواست‌های پی در پی مقامات بریتانیا برای محاکمه این یهودیان، ارتش لهستانی اقدامی در برابر این کار انجام نداد.
یهودیان لهستانی در ارتش آندرس اهداف اضافی، جدا از مبارزه با نازی‌ها داشتند. وقتی ارتش آندرس اتحاد جماهیر شوروی را در سفر خود به سمت خاورمیانه ترک کرد، خانواده‌های سربازان و گروه‌هایی از کودکان یهودی، کودکان یتیم جنگ، به سربازان یهودی پیوستند. پس از ورود به تهران، ایران، این کودکان به گروهی راهبه داده شدند تا به فلسطین منتقل شوند. این افراد بعدها به کودکان تهران معروف شدند.
سربازانی که ارتش آندرس را ترک کرده بودند، بعدها کمک شایانی به دفاع مناطق یهودی‌نشین در فلسطین کردند و پایه‌گذار نیروهای دفاعی اسراییل شدند.
در سال ۲۰۰۶ بنای یادبودی از ارتش آندرس در قبرستان ارتدوکس در کوه صَهیون در اورشلیم ساخته شد.

## معروفترین سربازان سابق ارتش آندرس
- مناخیم بگین نخست‌وزیر ششم اسراییل (۱۹۷۷–۱۹۸۳)
- وینست ژوک-هیرشکیف، رئیس‌جمهور آینده دولت بلاروس در تبعید
- آلکساندر نادسون، مبلغ مذهبی کاتولیک
- نیکودم سولیک
- آلفونس مانیورا
- لئونید تلیگا